# أبرشية طرابلس للروم الملكيين الكاثوليك
أبرشية الروم الملكيين الكاثوليك في طرابلس  هي أبرشية للكنيسة الرومانية الكاثوليكية الملكية مؤلفة من أبرشية الروم الملكيين الكاثوليك في صور.

## التاريخ
لكرسي طرابلس عراقةً في التاريخ الكنسي، حيث يوجد توقيعًا لأُسقفِ المدينة في ذَيلِ أعمال مجمع نيقية في عام 325، وقد كانت أبرشية طرابلس قبل عام 1960 تضم أبرشية اللاذقية، وقضاء عكار والمناطق السورية التي تتألف منها اليوم.
كان يرعى شعب الأبرشية في 1925 نائب بطريركي المطران أثناسيوس توتنجي، والمطران بولس مسديّة في 1880، وكان أول مطران للأبرشية هو الراهب المخلصي المطران يوسف دوماني (1897-1922)، المولود في دمشق، نقل قضاء البترون من أبرشية بيروت وجبيل إلى أبرشية طرابلس التي تشمل الآن محافظة الشمال كلها من جسر المدفون حتى النهر الكبير.
وتقع كاتدرائية طرابلس في منطقة الزاهرية، وقد بنيت على اسم القديس جاورجيوس (1835) في عقار اشتراه حنا بك الخوري، أحد أكبر معاوني إبراهيم باشا.

## المطارنة الذين تعاقبوا على كرسي طرابلس
- المطران يوسف الدوماني (1897 – 1922)
- المطران يوسف كلاس (1923 – 1961)
- المطران أوغسطينوس فرح (1961 – 1977)
- المطران إلياس نجمة (1978 – 1995)
- المطران جورج الرياشي (1995 – 2013)
- المطران إدوارد ضاهر [الإنجليزية] (2013 - حالياً)

## كنائس الأبرشية
- كاتدرائية القديس جاورجيوس الأثرية - طرابلس
- كنيسة سيّدة البشارة - الميناء
- كنيسة النبي إيليا الغيور - شكا
- كنيستا سيدة البشارة والقديس سمعان - دوما
- كنيسة القديس يوسف - منيارة
- كنيسة سيدة النجاة - الشيخ محمد
- كنيسة القديس جاورجيوس - عدبل
- كنيسة مار إلياس - التليل
- كنيسة سيّدة السلام - عيدمون
- كنيسة الصليب المقدّس - شدرا
- كنيسة بطرس وبولس - البترون
- كنيسة القديسة ريتا - القبة ومجدليا
- كاتدرائية سيّدة الوحدة - ضهر العين و الكورة

## روابط خارجية
- http://www.catholic-hierarchy.org/diocese/dtrip.html
- http://www.pgc-lb.org/fre/melkite_greek_catholic_church/Archeparchy-of-Tripoli-Lebanon